# Scarlet Gruber
Scarlet Gruber (castellà: Scarlet Alexandra Fernández Cristancho)  (Caracas, 10 de febrer de 1989) és una actriu, model i ballarina veneçolana.

## Biografia
Scarlet Gruber és filla de l'actriu Astrid Gruber i del cantautor Gabriel Fernández «el Chamo». Va iniciar la seva carrera artística com a ballarina de ballet clàssic professional des de molt jove, fins que va patir una lesió al turmell que la va portar a retirar-se. Als 18 anys es va encaminar més cap a l'actuació. Va estudiar art dramàtic al Centre Internacional de Formació Actoral Lluz Columba (CIFALC) a Veneçuela, i a Miami va cursar estudis en psicologia durant dos anys, però després els va abandonar.
Va debutar com a actriu en 2010 amb un paper secundari en la telenovel·la de Telemundo, Aurora.
Com a model ha aparegut en diversos anuncis i vídeos musicals d'Elvis Crespo, El Cata, Cris Crab i Issa Gadala.
El 2012 va participar en la telenovel·la Corazón apasionado, donant vida a el personatge de Rebeca i compartint crèdits amb Marlene Favela, Guy Ecker i Susana Dosamantes.
El 2013 es va unir a l'elenc de la telenovel·la Rosario interpretant a Cecilia, actuant de nou amb Guy Ecker i per primera vegada amb Aaron Díaz, Lorena Rojas i Zuleyka Rivera.
En 2014 va participar en la telenovel·la Cosita linda (adaptació de Cosita rica), compartint crèdits amb Christian Meier, Pedro Moreno, Ana Lorena Sánchez, Carolina Tejera i de nou amb Zuleyka Rivera. Aquest mateix any participa en la pel·lícula Los Ocho, del director colombià Famor Botero, interpretant a Tina i compartint crèdits amb Kimberly Dos Ramos, Martín Barba, i de nou amb Lorena Rojas.
Entre 2014 i 2015 va obtenir el seu primer paper protagonista en la telenovel·la Tierra de Reyes, la nova adaptació de la telenovel·la colombiana Las aguas mansas, interpretant a Andrea del Junco i compartint crèdits amb Gonzalo García Vivanco, Kimberly Dos Ramos, Christian de la Campa, Sonya Smith, i de nou amb Aaron Díaz i Ana Lorena Sánchez.
A finals d'any, Gruber participa en la pel·lícula del director colombià Gustavo Bolívar El Tatuaje, protagonitzada per Fabián Ríos i la seva esposa Yuly Ferreira.
Al 2016 realitza una participació especial en la sèrie de Telemundo El Chema, protagonitzada per Mauricio Ochmann i Mariana Seoane, on dona vida a Blanca (de jove).
En 2017 obté el paper antagònic en la sèrie de Nickelodeon Vikki RPM interpretant a Kira Rivera. També l'any 2017 va gravar la sèrie El desconocido, on va interpretar a una cantant anomenada Karla Márquez. Després de culminar els enregistraments de Vikki RPM es va a Televisa a formar part de la nova producció Sin tu mirada, produïda per Ignacio Sada, on interpreta a Vanessa Villoslada.
En 2018 s'integra a la segona temporada de la sèrie El desconocido, on novament interpreta Karla Marquez i comparteix crèdits amb Guillermo Iván i María del Carmen Félix.
En 2019 torna a treballar en Televisa en la nova producció de Güero Castro anomenada Médicos, línea de vida interpretant a les resident R1 Tania Olivares, compartint crèdits amb Livia Brito, Daniel Arenas i novament amb Carlos de la Mota i Osvaldo de León.

## Filmografia

### Televisió
| Any       | Telenovel·la           | Personatge                        |
| --------- | ---------------------- | --------------------------------- |
| 2010      | Aurora                 | Jenny                             |
| 2012      | Corazón apasionado     | Rebeca Marcano de Montesinos      |
| 2013      | Rosario                | Cecilia Garza                     |
| 2014      | Cosita linda           | María José Luján / Mariana Vargas |
| 2014-2015 | Tierra de reyes        | Andrea del Junco Belmonte         |
| 2016      | El Chema               | Blanca (de jove)                  |
| 2017      | Vikki RPM              | Kira Rivera                       |
| 2017-2018 | Sin tu mirada          | Vanessa Villoslada Balmaceda      |
| 2019-2020 | Médicos, línea de vida | Tania Olivares                    |

### Cinema i curtmetratges
| Any  | Treball                     | Personatge     |
| ---- | --------------------------- | -------------- |
| 2011 | Con Elizabeth en Mount Dora | Elizabeth      |
| 2014 | Los Ocho                    | Tina           |
| 2015 | El Tatuaje                  | Camila         |
| 2015 | Santiago Apóstol            | Princesa Viria |

### Videos musicals
| Any  | Títol                                          |
| ---- | ---------------------------------------------- |
| 2010 | Yo no soy un monstruo (cançó d'Elvis Crespo).  |
| 2010 | Yo me enamoro (cançó d'Issa Gadala i El Cata). |
| 2011 | Take You Away (cançó de Cris Cab).             |

## Premis nominacions
| Any  | Cerimònia                      | Categoria                                   | Telenovel·la    | Resultat   |
| ---- | ------------------------------ | ------------------------------------------- | --------------- | ---------- |
| 2015 | Premis Miami Life              | Millor actriu jove de telenovel·la          | Cosita linda    | Nominada   |
| 2015 | Premis Tu Mundo                | Protagonista favorita                       | Tierra de Reyes | Guanyadora |
| 2015 | Premis Tu Mundo                | Pareja perfecta (amb Christian de la Campa) | Tierra de Reyes | Guanyadora |
| 2017 | Kids Choice Awards (Argentina) | Dolent favorit                              | Vikki RPM       | Nominada   |
| 2017 | Kids Choice Awards (Colòmbia)  | Chica Trendy                                | Ella mateixa    | Nominada   |
| 2018 | Premis TVyNovelas (Mèxic)      | A la millor actriu jove                     | Sin tu mirada   | Nominada   |